# مركبة كهربائية هجينة

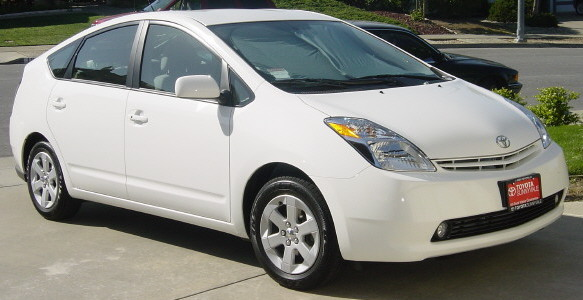
سيارة تويوتا بريوس من المركبات الكهربائية الهجينة المتوفرة في الأسواق

مركبة كهربائية هجينة (اختصاراً HEV) (ملاحظة 1) هي مركبة هجينة تستخدم مصدرين للقدرة الدافعة للمركبة اعتماداً على محرك احتراق داخلي وعلى محرك كهربائي.
كانت شركة تويوتا أول شركة طرحت سيارة كهربائية هجينة حديثة في الأسواق عندما أنزلت سيارة تويوتا بريوس سنة 1997، تلتها شركة هوندا بطراز هوندا إنسايت Honda Insight سنة 1999.